# Günter Herlitz

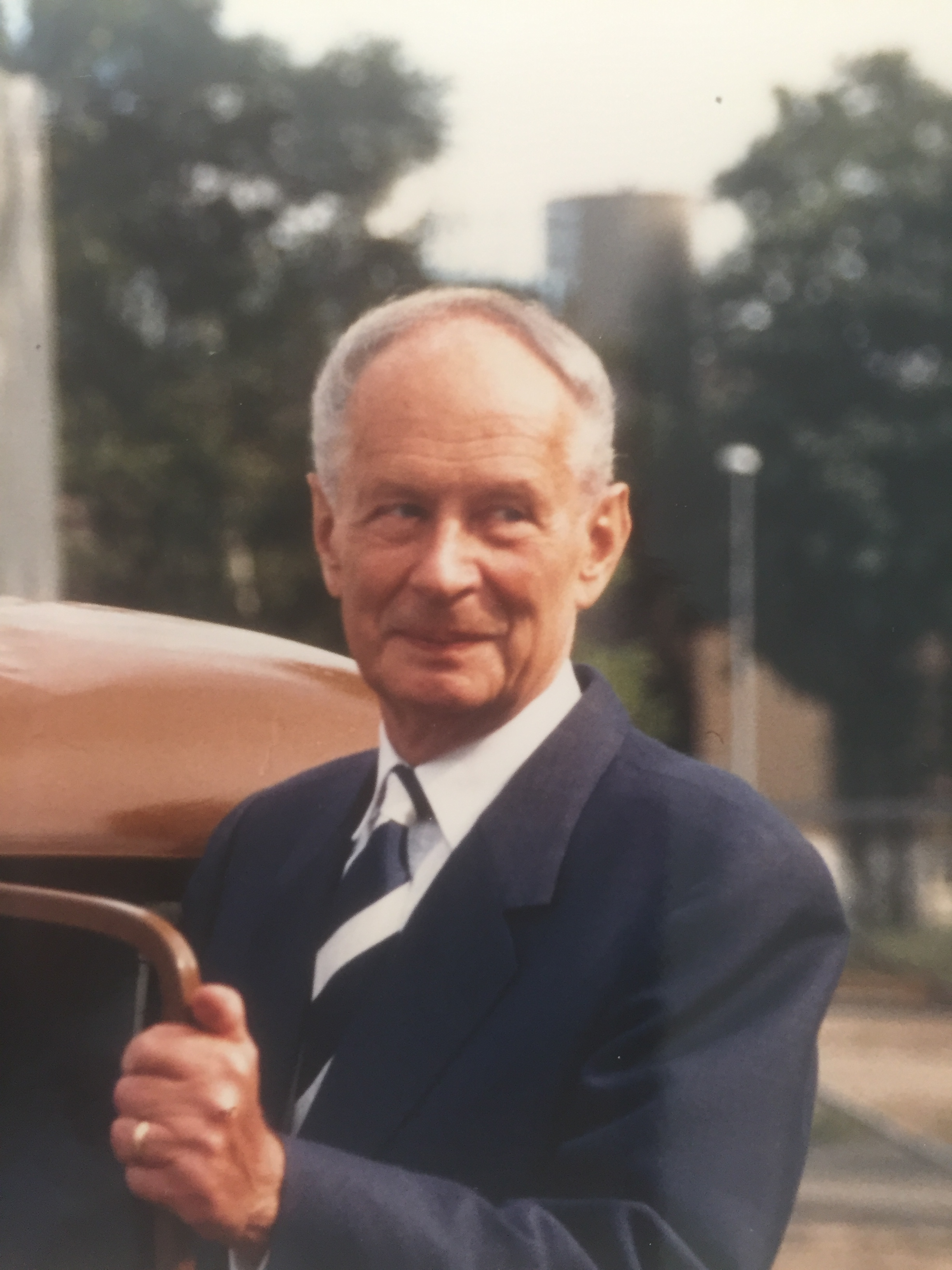
Günter Herlitz bei der Grundsteinlegung der Herlitz AG in Berlin-Tegel, 16. August 1988

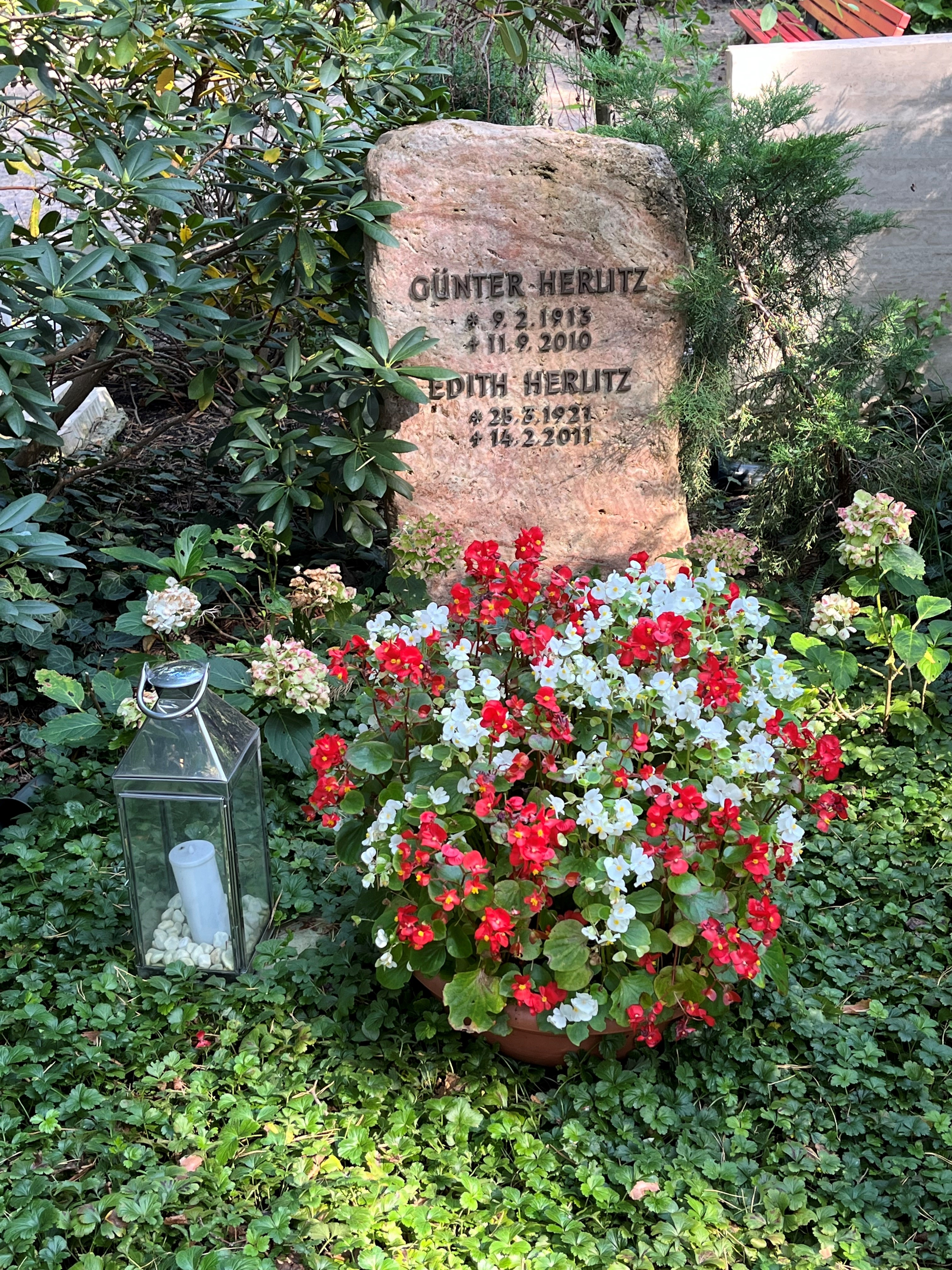
Das Grab von Günter Herlitz und seiner Ehefrau Edith geborene Mallwitz auf dem Waldfriedhof Dahlem in Berlin

Günter Herlitz (* 9. Februar 1913 in Berlin; † 11. September 2010 in Kärnten) war ein deutscher Unternehmer.

## Biografie
Herlitz war der Sohn von Carl und Berta Herlitz. Nach der Lehre in der Berliner Niederlassung der Geschäftsbücherfabrik Edler & Krische mit Sitz in Hannover wurde er 1930, im dritten Lehrjahr, Stadtvertreter dieses Unternehmens in Berlin. 1935 übernahm er die Großhandlung für Papier- und Schreibwaren, heute die Unternehmensgruppe Herlitz, von seinem Vater Carl Herlitz. Das Unternehmen bestand zu diesem Zeitpunkt aus sechs Mitarbeitern und war in der Nähe des Spittelmarktes in Berlin-Mitte ansässig. 1938 heiratete er Edith Mallwitz (* 1921 in Berlin; † 2011 in Kärnten), mit der er fünf Kinder hatte: Peter (* 1940), Heinz (* 1941), Annemarie (* 1942), Klaus (* 1947) und Susanne (* 1959).
Während des Zweiten Weltkriegs wurden 1943 und 1944 die Geschäftsräume zweimal völlig ausgebombt. Nach dem Krieg erfolgte bereits im Sommer 1945 der Neubeginn in Berlin-Charlottenburg, Wernigeroder Straße in einem Kellergeschoss, mit „Gelegenheitsangeboten aller Art“: So wurden Glühbirnen von Osram, denen das Element Wolfram fehlte, bemalt und mit einem Aufhänger versehen und als kleine Blumenvasen verkauft; Keramikfliesen aus den Ruinen in Berlin wurden gesammelt, bemalt und als Bilder (sogenannte Galanteriewaren) verkauft. Günter Herlitz erhielt von der sowjetischen Kommandantur die Genehmigung zur Benutzung eines Fahrrades „ausschließlich für geschäftliche Zwecke“.
1948 gelang es Herlitz, Schreibwaren auf dem Luftweg nach West-Berlin zu bringen. So konnte auch während der Berlin-Blockade ein so begehrtes Markenprodukt wie Uhu verkauft werden. 1951 stellte ein kleiner Buchbinderbetrieb im Lohnauftrag für Herlitz die ersten Schulhefte und Notizblöcke her. 1953 kam es zur Aufnahme einer eigenen Fertigung – in einem 70 m² großen Laden in der Pfalzburger Straße in Wilmersdorf wurden mit drei gebrauchten Maschinen Schulhefte, Zeichenblöcke, Notizblöcke, Briefblöcke, Karteikarten und Buntpapier hergestellt.
Ein Umzug der Produktion in das Industriegebiet in der Feurigstraße in Berlin-Schöneberg fand dann 1960 statt. Herlitz baute eine eigene Verkaufsorganisation für das damalige gesamte Bundesgebiet (Westdeutschland) auf. Der Aufstieg des Unternehmens war nicht mehr aufzuhalten.
Der Erwerb der ersten Hälfte des neuen Unternehmensgeländes in der Reuchlinstraße in Berlin-Moabit erfolgte 1967. Neben der Papierverarbeitung folgte vier Jahre später erstmals auch die Fertigung von Plastikartikeln wie Schnellheftern und Ringbüchern.
Ein entscheidendes Datum stellte das Jahr 1972 dar: das Einzelunternehmen Carl Herlitz wurde in eine Aktiengesellschaft umgewandelt. Bereits zwei Jahre später folgte die Inbetriebnahme des ersten Hochregallagers mit 6000 Palettenplätzen und Gründung der Herlitz Consult GmbH, aus der später die Herlitz International Trading (HIT AG) hervorging. Kurz vor der Einführung der Herlitz-Aktie an der Berliner und Frankfurter Börse im Jahr 1977 wurde der Unternehmensname (Firma) Carl Herlitz AG in Herlitz AG umgewandelt. Zeitgleich erfolgte der Start eines Schreibgeräteprogramms unter dem neu eingeführten Markenzeichen King.
Ende der 1970er Jahre konnte ein sechsgeschossiges Fabrikgebäude in der Moabiter Huttenstraße mit einer Nutzfläche von 16.000 m² fertiggestellt werden. In 1978 wurde ebenfalls das Glückwunschkartenherstellungsunternehmen Paul Zoecke gekauft. Anfang der 1980er Jahre folgte die Aufnahme der eigenen Produktion von Geschenkpapier, Fotoalben, Schreib- und Dokumentenmappen und Briefpapierausstattungen.
1981 war der Baubeginn des Versandzentrums auf dem 120.000 m² großen Grundstückes in Berlin-Spandau.
1982 wurde Verkauf der C&C-Großhandlung, aus der die heutige Herlitz AG hervorgegangen ist, an Fa. Iden, Berlin verkauft.
1983 erfolgte der Aufbau des Herlitz-Warenwirtschaftssystems (Alles aus einer Hand).
Um das Sortiment abzurunden, folgte ein Jahr später der Aufbau  einer eigenen Spritzguss-Fertigung (Papierkörbe, Briefkörbe, Butler, später wurden in Berlin auch Kugelschreiber und Filzstifte gefertigt). 1985 konnte die Fertigstellung des Versandzentrums in Spandau einschließlich des Hochregallagers mit 76.000 Palettenplätzen gefeiert werden. Zwei Jahre später wurde der erste McPaper-Laden in Aachen eröffnet.
Nachdem Herlitz 53 Jahre lang die Geschicke des Unternehmens  geleitet hatte, wechselte er 1988 vom Vorsitz des Vorstandes in den Vorsitz des Aufsichtsrates der Herlitz AG. Am gleichen Tag erfolgte die Grundsteinlegung für die neue Produktion und Verwaltung in Berlin-Tegel (auf dem ehemaligen Borsig-Gelände).
Als Aufsichtsratsvorsitzender sorgte Herlitz dafür, dass sich die führende Position der Herlitz AG unter den europäischen Papier- und Schreibwaren-Herstellern durch weitere Schritte festigte:
1990 zog die Produktion von Moabit nach Tegel um. Durch den Erwerb nationaler Tochtergesellschaften (Susy Card GmbH, Böhler GmbH) und die Gründung von Produktions- bzw. Vertriebsgesellschaften entwickelt sich das Unternehmen in den 1990er Jahren immer stärker zu einem Marktführer von Papier- und Schreibwaren in Zentral- und Osteuropa.
Die neue Verwaltung in Berlin-Tegel wurde 1991 bezogen. Grundsteinlegung in Falkensee und Gründung der Herlitz Falkenhöh AG.
Auf der Hauptversammlung 1996 wurde Herlitz mit einer Laudatio auf sein Lebenswerk geehrt, er schied aus dem Aufsichtsrat aus und wurde zum Ehrenvorsitzenden ernannt. Gleichzeitig beschloss die Hauptversammlung die Umwandlung der Herlitz AG in eine Holding, zu der die Herlitz PBS AG, die Herlitz Falkenhöh AG, die HIT AG und die McPaper AG gehörten.
Seitdem blieb Herlitz den Hauptversammlungen fern. Er zog nach Österreich und lebte bis zu seinem Tode in Pörtschach am Wörthersee/Kärnten.
2010 starb Herlitz im Kreise seiner Familie im Alter von 97 Jahren. Sein Grab befindet sich auf dem Waldfriedhof Dahlem in Berlin.

## Ehrungen
Herlitz wurde 1987 mit dem Bundesverdienstkreuz I. Klasse ausgezeichnet.